# Turbomeca Turmo
Turbomeca Turmo  — семейство французских турбовальных двигателей, предназначавшихся для установки на вертолётах. Разработаны на основе модели Turbomeca Artouste середины 1950-х годов; более поздние версии развивали мощность до 1700 л.с. (1300 кВт). На основе его конструкции также была создана турбовинтовая модификация для использования на транспортном СУВП Bréguet 941.
После 1977 года его сменила более мощная модель, Turbomeca Makila 1977 года, однако, двигатель до сих пор производится по лицензии китайским заводом Changzhou Lan Xiang Machinery Works  (WZ-6) и румынской компанией Turbomecanica (Turmo IV-CA). Его новые модификации создаются в сотрудничестве с Rolls-Royce.

## История
Конструктивно, двигатель Turmo состоял из одноступенчатого центробежного компрессора, кольцевой камеры сгорания и одноступенчатой турбины компрессора. Полезная мощности снималась с одноступенчатой свободной турбины и у ранних серий составляла 270 л.с. (200 кВт).
В ходе первых послевоенных изысканий, широко исследовалось использование реактивного привода несущего ротора (Tip jet). Чтобы обеспечить большой массовый расход воздуха для эффективной работы привода, Turbomeca  разработала генератор газа с приводом от свободной турбины.

## Модификации
Источник:-Jane's all the World's Aircraft 1957–58
Turmo IПервая модификация; номинальная (максимальная продолжительная) мощность на валу редуктора (свободной турбины) 270 л.с. (200 кВт) при 3000 об/мин, при частоте вращения турбины компрессора 33750 об/мин.
Turmo IIДоработанная модификация Turmo I; максимальная мощность 240 кВт (320 л.с.) при частоте вращения турбины компрессора 34 000 об/мин.
Turmo IIIдвухступенчатой свободная турбина, степень повышения давления в компрессоре 5,7:1; Максимальная мощность на валу 560 кВт (750 л.с.), номинальная (максимальная продолжительная) 450 кВт (600 л.с.) при 33 400 об/мин
Turmo IIIB
Turmo IIICТурбовальный двигатель мощностью  1200 л.с. (890 кВт), использовался на прототипах Sud-Aviation Frelon.
Turmo IIIC2Разработан на основе IIIC, максимальная мощность 1300 л.с. (970 кВт).
Turmo IIIC3Максимальная мощность 1500 л.с. (1100 кВт) при 33 500 об/мин; для серийных вертолетов Super Frelon. Также устанавливался на поезде Aérotrain I80 250.
Turmo IIIC4военная модификация (1970).
Turmo IIIC5
Turmo IIIC6
Turmo IIIC7(1972)
Turmo IIIDТурбовинтовой двигатель для планировавшегося к выпуску транспортного СУВП Breguet Br 942, максимальная мощность 1225 л.с. (913 кВт).
Turmo IIID2996 кВт (1335 л.с.) при 22 460 об/мин свободной турбины
Turmo IIID31,450 л.с. / 1080 кВт при 33 500 об/мин
Turmo IVBвоенная млжификация
Turmo IVCгражданская модификация (1972)
Turmo IV-CAЛицензионный выпуск в Румынии
Turmo VIТурбовинтовой двигатель с двумя осевыми ступенями, одной ступенью центробежного компрессора и двумя ступенями свободной силовой турбины, мощностью 1300 кВт (1800 л.с.) при 32000 об/мин.
WZ-6Лицензионный выпуск на заводе Changzhou Lan Xiang Machinery Works (КНР).

## Применение
газотурбинный двигатель
- автомобиль Renault Étoile Filante[2]

турбовальный двигатель
 Франция
- Sud-Est SE.3140 Alouette II
- SNCASE SE.3200 Frelon
- Sud-Aviation SA.321 Super-Frelon
- Aérospatiale SA 330 Puma
- Eurocopter AS332 Super Puma (прототип SA-330Z)

 Германия
- Bölkow Bo 46

 Румыния
- IAR 330

 Китай
- Changhe Z-8

поезда SNCF Turbotrain и подобные:
- TGV 001
- SNCF Class T 2000
- SNCF ETG
- Aérotrain I80 250

СВП:
- N.300 Naviplane

Турбовинтовой двигатель
- Breguet Br 940 Integral
- Bréguet 941
- Breguet 941S